# Un paseo por el bosque (película)
Un paseo por el bosque es una película de comedia dramática biográfica estadounidense de 2015 dirigida por Ken Kwapis y protagonizada por Robert Redford, Nick Nolte y Emma Thompson . Está basada en el libro homónimo de 1998 de Bill Bryson y se estrenó en cines el 2 de septiembre de 2015.

## Trama
Bill Bryson regresa a Estados Unidos (New Hampshire (Ohio)) después de diez años viviendo en el Reino Unido. Ahora, con más de 60 años, vive allí pacíficamente. 
Bryson acude a un funeral junto a su esposa Catherine y, después, dando un paseo hasta el cercano Sendero de los Apalaches y decide recorrerlo en toda su extensión. Aunque su mujer se opone inicialmente, acepta con la condición de que vaya acompañado.Todos sus amigos rechazan su invitación hasta que Stephen Katz, un viejo amigo, se pone en contacto con él y le ofrece ser su compañero de caminata. A pesar de no parecer estar en forma, Stephen afirma que está listo para el desafío. 
 

## Estreno
La película se presentó en el Festival de Cine de Sundance de 2015. Poco después, Broad Green Pictures adquirió los derechos de distribución de la película,  y se estrenó en cines a partir del 2 de septiembre de 2015. 

## Recepción
Un paseo por el bosque ha tiene críticas variadas. En Rotten Tomatoes, la película tiene una calificación de 47%.  En Metacritic, la película tiene una puntuación de 51 sobre 100.  En Internet Movie Database tiene una calificación de 6,4/10. Mientras que en FilmAffinity tiene una nota de 5,5/10.